# Cladopelma apicale
Cladopelma apicale är en tvåvingeart som först beskrevs av Jean-Jacques Kieffer 1922.  Cladopelma apicale ingår i släktet Cladopelma och familjen fjädermyggor.
Artens utbredningsområde är Taiwan. Inga underarter finns listade i Catalogue of Life.